# Universal Music Group Nashville

Universal Music Group Nashville é uma subsidiária da Universal Music Group e nela contém os selos MCA Nashville, Mercury Nashville e Lost Highway Records.